# 管楽セレナード (ドヴォルザーク)
セレナード ニ短調 作品44（B77）は、アントニン・ドヴォルザークが遺した2曲のセレナードのうちの1曲。

## 概要
『セレナード ホ長調（弦楽セレナード）』作品22（1875年）の3年後、『スラヴ舞曲』第1集などと同時期の1878年1月4日から18日にかけて作曲された。1879年春にジムロック社から出版され、ドヴォルザークの評価に貢献した批評家のルイス・エーレルトに献呈されている。
弦楽合奏のために書かれた作品22との区別や管楽器主体の楽器編成のため、本作は『管楽セレナード』とも呼ばれるが、編成にはチェロやコントラバスといった低音の弦楽器も含まれる。この編成や形式は、1877年末にウィーンで聴いたモーツァルトのセレナード『グラン・パルティータ』に触発されたとされる。
初演は1878年11月17日、プラハで催された自作発表のコンサートで、ドヴォルザークが指揮する仮劇場管弦楽団のメンバーにより行われた。作品は初演時から好評を博し、楽譜を入手したブラームスは高く評価してこの時点でのドヴォルザークの「おそらく最良の作品」と評した。ドヴォルザーク自身も後年までこの作品を好んでおり、1892年にアメリカに発つ際の送別演奏会でも冒頭に取り上げられた。

## 楽器編成
オーボエ2、クラリネット2、ファゴット2、コントラファゴット（任意）、ホルン3、チェロ、コントラバス
初演では低音がコントラファゴット1人、チェロ2人、コントラバス2人で演奏されたとの記録がある。

## 楽曲構成
4楽章からなる。全曲で約24分。
第1楽章の「行進曲風」な主題は、古典派の時代の実用的なセレナードを思わせる。第2楽章は「メヌエット」と題されてはいるが、ボヘミアの民俗舞曲のソウセツカーが取り入れられており、さらにトリオではフリアントも用いられる。
『グラン・パルティータ』のアダージョに似た夜想曲風の第3楽章を経て、第4楽章はスコチナー風のリズムによる快活なフィナーレで、自由なロンド風の形式をとり、終盤に第1楽章の主題が回帰する。
- 第1楽章　モデラート・クワジ・マルチャ　ニ短調　4分の4拍子
- 第2楽章　メヌエット：テンポ・ディ・メヌエット　ヘ長調　4分の3拍子
- 第3楽章　アンダンテ・コン・モート　イ長調　4分の4拍子
- 第4楽章　フィナーレ：アレグロ・モルト　ニ短調 - ニ長調　4分の2拍子